# Mahamadou Danda
Mahamadou Danda, född 25 juli 1951 i Tahoua, Niger, är en nigerisk politiker som 23 februari 2010 utsågs till premiärminister av den nya militärjuntan i Niger. Han ersattes den 7 april 2011 som regeringschef av Brigi Rafini, efter att Mahamadou Issoufou segrat i presidentvalet tidigare under året.